# Yasmin Altwaijri
Yasmin Ahmed Almubarak Altwaijri (en árabe: ياسمين أحمد المبارك التويجري‎) es una científica sénior árabe, jefa de investigación epidemiológica en el hospital especializado y centro de investigación King Faisal (KFSH & RC) en Riad, Arabia Saudita. Como Jefa de Investigación en Epidemiología, estudia las causas y los efectos de las enfermedades y dolencias en Arabia Saudita. Estudia la prevalencia de afecciones como la obesidad y las enfermedades mentales en la sociedad saudí y participa activamente en la defensa de cambios sociales y políticos para promover una mejor salud.

## Educación
Altwaijri estudió Salud Comunitaria en la Universidad Rey Saúd en Riad, recibiendo su B.Sc. en 1992. Después de casarse, ella y su esposo se mudaron a los Estados Unidos para asistir a la escuela de posgrado. Altwaijri estudió con Johanna Dwyer, directora del Centro de Nutrición Frances Stern en la Escuela Friedman de Ciencias y Políticas de Nutrición de la Universidad Tufts. Recibió su M.Sc. de la Universidad de Tufts en 1996 y su doctorado en 2002. Sus padres la animaron a tener una carrera profesional que le permitiera ser económicamente independiente.

## Carrera profesional
Después de regresar a Arabia Saudita de Boston en 2002, Altwaijri se unió a la Universidad de Ciencias de la Salud Rey Saud bin Abdulaziz. Luego se incorporó al Centro de Investigación y Hospital de Especialistas King Faisal en Riad, donde dirige el centro de investigación en epidemiología. Es considerada una de las principales científicas del país.
Altwaijri participa en el diseño y la realización de estudios epidemiológicos de la población saudita, con especial atención a las mujeres, los niños y los adolescentes.
Un área de preocupación es la falta de estándares de crecimiento puberal para los niños sauditas. Los únicos estándares disponibles para los pediatras sauditas se han basado en las características de la pubertad de los niños en los Estados Unidos. Altwaijri está desarrollando estudios epidemiológicos de los niños sauditas que serán sensibles a factores de la vida saudita como los estándares socioeconómicos, la dieta y la geografía.
También investiga factores de riesgo como la obesidad, el tabaquismo, la hipertensión, el colesterol alto en sangre y la falta de ejercicio, que afectan las enfermedades crónicas. Ella enfatiza la importancia de los determinantes sociales de la salud y aboga firmemente por cambios sociales y políticos que promuevan estilos de vida más saludables. Está particularmente preocupada por las mujeres, que tienen un mayor riesgo de desarrollar obesidad que los hombres sauditas, en parte porque los factores socioculturales restringen las oportunidades de las mujeres para hacer ejercicio y desalientan la participación de las mujeres en los deportes. Altwaijri aboga por la inclusión de un plan de estudios físico para niñas y niños en las escuelas; creación de espacios de juego seguros en el vecindario para niños y niñas; áreas seguras donde hombres y mujeres adultos pueden realizar actividad física; y clubes de salud asequibles tanto para mujeres como para hombres. También apoya la regulación de los precios de los alimentos para promover la elección de alimentos saludables sobre los no saludables. Para mantener activos a sus hijos, los inscribió en un equipo de natación competitivo, donde se volvieron elegibles para asistir a los Juegos Olímpicos Juveniles de la AAU.
Altwaijri es investigadora principal de la Encuesta Nacional de Salud Mental de Arabia Saudita, una investigación de base amplia que evalúa el impacto de las enfermedades mentales en las comunidades sauditas. Anteriormente no se había realizado ninguna investigación en esta área en Arabia Saudita, a pesar de que la Organización Mundial de la Salud (OMS) informa que cinco de las diez enfermedades más gravosas del mundo involucran la salud mental. Además del gobierno y las instituciones educativas de Arabia Saudita, esta investigación implica la colaboración internacional con la Universidad de Harvard, la Universidad de Míchigan y la Organización Mundial de la Salud. El estudio, que se inició en 2009, tenía el objetivo de visitar los hogares de 5.000 hombres y mujeres para entrevistar a personas de todo el país. El 86% de los entrevistados estaban dispuestos a participar.

### Obesidad en Arabia Saudita
La obesidad, y específicamente la obesidad infantil, está aumentando en todo el mundo. Esta tendencia se observa principalmente en los países desarrollados, pero también se observa en los países en desarrollo, incluidos Oriente Medio, Europa central y oriental. Arabia Saudita ha visto un aumento en la obesidad infantil y uno de cada seis niños en Arabia Saudita es obeso. Se correlacionan con la falta de ejercicio, problemas para concentrarse en la escuela y una disminución en el juego con otros niños. Entre la población adulta, existe una prevalencia de 42,4% de obesidad en hombres y 31,8% de obesidad en mujeres. Este aumento de la obesidad ejerce una gran presión sobre el sistema de salud en Arabia Saudita, ya que es un factor de riesgo para enfermedades más graves, como las enfermedades cardiovasculares. Se puede atribuir al reciente fortalecimiento de la economía en Arabia Saudita. La aceleración de la economía estuvo acompañada de una dieta más "occidentalizada" con más preocupaciones nutricionales.[cita requerida]

## Mujeres en la ciencia
Altwaijri preside el Comité de Mujeres Sauditas en la Ciencia, una red nacional de científicas de Arabia Saudita. Ella anima a las mujeres sauditas a entrar en los campos científicos y tecnológicos, argumentando que las mujeres científicas pueden usar formas electrónicas de comunicación para colaborar y hacer un trabajo significativo sin "cruzar los límites de nuestras normas y costumbres sociales". Indica que restricciones como la prohibición de que las mujeres conduzcan hacen que sea difícil para las mujeres ir al trabajo o visitar un gimnasio.
Altwaijri es una de las treinta y cinco mujeres que aparecen en el libro Arab Women Rising, que incluye mujeres desde Túnez hasta Arabia Saudita. Fue incluida en la lista de la BBC del 2014 con 100 mujeres a nivel internacional.